# Nikolaï Borissovitch Ioussoupov
Ne doit pas être confondu avec Nicolas Youssoupoff.
 Nikolaï Borissovitch Ioussoupov  né le 15 octobre 1750 (26 octobre dans le calendrier grégorien)  et mort le 15 juillet 1831 (27 juillet dans le calendrier grégorien) était un noble et homme d’état de l’Empire russe, membre de la famille Ioussoupov.

## Biographie
Nikolaï Ioussoupov eut de nombreuses fonctions dans les gouvernements successifs de l’Empire russe. Il voyagea en Europe entre 1772 et 1782 et amassa une grande collection d’œuvres d’art européennes. En 1790, il se fait construire le Palais Ioussoupov.
En 1793, il épouse Tatiana von Engelhardt, dont un fils survivant, Boris.
En 1808, il devient le mécène du jeune peintre Achille Etna Michallon.